# Österrikes Grand Prix 1976
Österrikes Grand Prix 1976 var det elfte av 16 lopp ingående i formel 1-VM 1976.  

## Resultat
1. John Watson, Penske-Ford, 9 poäng
2. Jacques Laffite, Ligier-Matra, 6
3. Gunnar Nilsson, Lotus-Ford, 4
4. James Hunt, McLaren-Ford, 3
5. Mario Andretti, Lotus-Ford, 2
6. Ronnie Peterson, March-Ford, 1
7. Jochen Mass, McLaren-Ford
8. Harald Ertl, Hesketh-Ford
9. Henri Pescarolo, BS Fabrications (Surtees-Ford)
10. Brett Lunger, Surtees-Ford (varv 51, olycka)
11. Alessandro Pesenti-Rossi, Scuderia Gulf Rondini (Tyrrell-Ford)
12. Lella Lombardi, RAM (Brabham-Ford)

### Förare som bröt loppet
- Hans Binder, Ensign-Ford (varv 47, gasspjäll)
- Loris Kessel, RAM (Brabham-Ford) (44, för få varv)
- Vittorio Brambilla, March-Ford (43, olycka)
- Emerson Fittipaldi, Fittipaldi-Ford (43, olycka)
- Carlos Pace, Brabham-Alfa Romeo (40, olycka)
- Jean-Pierre Jarier, Shadow-Ford (40, bränslepump)
- Alan Jones, Surtees-Ford (30, olycka)
- Hans-Joachim Stuck, March-Ford (26, bränslesystem)
- Patrick Depailler, Tyrrell-Ford (24, upphängning)
- Arturo Merzario, Wolf-Williams-Ford (17, olycka)
- Tom Pryce, Shadow-Ford (14, bromsar)
- Jody Scheckter, Tyrrell-Ford (14, upphängning)
- Carlos Reutemann, Brabham-Alfa Romeo (0, koppling)

### Förare som ej startade
- Karl Oppitzhauser, Sports Cars of Austria (March-Ford)